# NGC 6888
NGC 6888, ook wel de Sikkelnevel genoemd, is een emissienevel in het sterrenbeeld Zwaan. Het ligt ongeveer 4700 lichtjaar van de Aarde verwijderd en werd op 15 september 1792 ontdekt door de Duits-Britse astronoom William Herschel.
Deze gasnevel is gevormd door schokgolven die ontstonden toen een langzame en snelle sterrenwind botsten. De sterrenwinden werden uitgestoten door een Wolf-Rayetster, een zeer zware ster die enorm snel massa verliest.

## Synoniemen
- LBN 203
- Sh2 105
- Caldwell 27